# Diego Montoya (artista)
Diego Montoya (Lima, Perú)es un artista visual y diseñador de moda estadounidense. Trabaja con materiales reciclados, creando montajes y vestuarios innovadores y subversivos para galerías, tiendas y artistas queer.

## Infancia y educación
Diego Montoya nació en Lima. Su familia emigró a la Pequeña Haití, un barrio en Miami, Florida cuando tenía diez años. A los quince años, empezó a asistir a los espectáculos drag de la ciudad.
Estudió diseño de moda y bellas artes, donde empezó a dibujar a drag queens y raves. Durante este periodo, su musa fue la artista y actriz Amanda Lepore: “Formaba parte de todos mis guiones gráficos”. Montoya adquirió experiencia creando diseños para compañeros de la escuela que actuaban en el circo de la universidad, uno de ellos su novio acróbata; “ayudó a perfeccionar una estética basada en la 'belleza salvaje'”. Se mudó a Nueva York después de graduarse en 2004.

## Trayectoria

### Primeros años: 2004 a finales de la década del 2000
Para Montoya, el drag es una forma de arte queer: “Su sensibilidad, su enfoque, su imaginación: esto es el arte queer”. Una de sus primeras inspiraciones fue el vestido de novia de 1981 de la princesa Diana (diseñado por David Emanuel y Elizabeth Emanuel ). “Me resultó tan desagradable como hermoso”. También se inspiró en la alegría de John Galliano y la oscuridad de Alexander McQueen. Para Montoya la escena drag en la ciudad de Nueva York a mediados de la década de 2000 estaba obsoleta. Se mudó allí en 2004, momento en el que el área de Brooklyn comenzó a transformarse con lo que caracterizó como una voz “más deconstruida” y experimental. A la hora de crear sus propios trajes, se servía de mamelucos personalizados hechos de spandex “creaba seudónimos divertidos, incluso ridículos, para quitarme un poco de presión.”Los usó exclusivamente durante sus primeros cuatro años en la ciudad, y luego filmó una serie llamada Gay Superheroes (Superhéroes Gais, en castellano), utilizándolos como base. Afirma también que en esa época, era peligroso salir vestido de mujer, pero estaba trabajando y colaborando con multitud de “artistas queer increíbles”
Al principio, tras mudarse a Nueva York, se dedicó al diseño de vestuario de forma independiente. Uno de sus proyectos fue una versión de El cascanueces, llamada Clara's Nutcracker (en castellano, El Cascanueces de Clara), desde el punto de vista del protagonista “a los 6, 20, 40, 80 años, todo sucede a la vez en esta antigua fábrica de vidrio de Queens”. La obra fue escrita por dos amigos, el escritor y director Josh William Gelb, y la coreógrafa Katie Rose McLaughlin.

### Arte de instalación: finales de los 2000 a mediados de la década de 2010
A finales de la década de 2000 fue contratado a tiempo completo diseñando escaparates. Este cambio le llevó a pensar en diseñar sus entornos de forma más conceptual y a pensar en el diseño espacial. Comenzó a realizar instalaciones artísticas para eventos de vida nocturna que aportaron una visión más artística a los entornos. Trabaja con materiales reciclados creando instalaciones y vestuarios innovadores y subversivos para galerías, tiendas y artistas queer.
Cita este período como su periodo de mayor crecimiento artístico; Se pasaba semanas trabajando en “almacenes enormes o teatros abandonados” y, por lo general, contaba con colaboración. Fue director de diseño del Festival de Cine Experimental Queer MIXNYC de 2010 a 2015, produciendo sus espacios al completo. Asistió a MIXNYC por primera vez en 2006, evento con el que se involucró en profundidad; diseñó una camiseta para el festival de 2008, los uniformes del personal para el del 2009 y se le pidió que diseñara el espacio a partir de 2010. Montaba sus instalaciones en casa, donde tenía un puesto de costura, o disponía de un espacio temporal. Luego montaba todo rápidamente en el lugar final, estaba abierto al público durante una semana, y posteriormente se desmantelaba. A mediados de la década del 2010 trabajó en una serie titulada Future Rituals (Futuros Rituales, en español), en la que fusiona el diseño de vestuario y arte ambiental “para hacer viñetas interactivas”. Según la Escuela de Arte de la Universidad Carnegie Mellon, Montoya “crea piezas hipervisuales tanto opulentas como extrañas, que exploran temas rituales y subculturales”. Durante varias temporadas, Montoya tuvo su propia línea de moda con piezas expuestas en el Museo Leslie-Lohman Prince Street Project Space.
En diciembre de 2015 presentó “Ascend With You”, una escultura colgante de 300 metros cuadrados como parte de “Superfine! House of Art and Design” en Art Basel Miami.“Miami en concreto es súper kitsch... Todo son colores pastel y neón, y ese tipo de alegría forma parte de mi trabajo.” dijo Montoya tras su regreso al vecindario. En mayo de 2016, Montoya ganó el premio al Mejor Artista Visual en los Brooklyn Nightlife Awards. Desde octubre de 2018, Montoya ha realizado instalaciones de arte en el Museo Leslie-Lohman, el Abrons Arts Center de Manhattan, el Same Art Museum, 29Rooms LA y Art Basel Miami.

### Colaboraciones conRuPaul's Drag Race
A finales de 2016 Sasha Velour acudió a Montoya para crear unos diseños de alta costura con un propósito no identificado,que resultó ser para la novena temporada de RuPaul's Drag Race. El programa, que empezó su emisión en marzo de 2017, utilizó los diseños de Montoya como look de entrada. Velour se había enamorado de los tocados y máscaras que publicaba Montoya en Instagram. Montoya afirma: “Estoy obsesionado con cosas que son hermosas, pero de una manera violenta”, y señala que por ello muchas de sus piezas cuentan con mucha ornamentación. “Es lo que me atrae de forma natural. Me identifico como artista queer, y creo que gran parte de esa visibilidad es ostentosa a la vez que agresiva, y eso es algo que me encanta”. Montoya báso sus diseños en los personajes o roles que habían creado las drag queen. Vice señaló a Velour como la musa perfecta para Montoya por su fama de ser una drag queen cerebral: “toma la historia del género, la despieza y la reconstruye para llevarla más allá.”
Para la final, Velour se puso en contacto nuevamente con Montoya y juntos diseñaron un conjunto para la entrada en la alfombra roja y otro para la presentación en la competición. El atuendo de la entrada consistió en un “vestido cobalto con una gorguera al estilo de la reina Isabel”, basado en el personaje de Lucy Westerna, una joven hermosa y vivaz que es víctima del Conde Drácula en la película Drácula de Francis Ford Coppola de 1991. Originalmente, tenían la intención de usar tonos de rojo vampiro espectaculares, pero tuvieron que cambiarlos por colores que no se confundieran con el fondo del teatro. Posteriormente, Velour le pidió a Montoya que lo deconstruyera y adaptara para que fuera más adecuado “para el día a día de una reina”.
Para su actuación, diseñaron un vestido blanco precioso, pero con un toque aterrador, que ayudó a que ganara su actuación. Su conjunto incluía una máscara de fieltro, encaje y cuentas de perlas unidas por imanes que abrió como un huevo para revelar su rostro. Intentaron lograr un efecto de huevo futurista cubriendo toda su cabeza, ya que Velour había sido llamada la reina del huevo de Fabergé. Según MTV News, era la drag “de estilo más barroco inspirado por el arte escénico que se veía en el programa desde hace mucho tiempo”, algo que contribuyó a que Velour se considerase “una de las drag más populares de estilo campy.” La final logró un récord de audiencia para VH1, canal en el que se retransmitía el programa. Coco Romack de Out declaró que “sin lugar a dudas, [Velour] pasará a la historia como una de las competidoras más vanguardistas” que haya pisado el programa.
Para Montoya, ese atuendo final y la actuación que lo acompañó generaron una “aluvión de pedidos” de alta costura y quintuplicaron sus seguidores en Instagram, haciendo que llegara a más de 10.000 seguidores. Montoya dijo que esto “me generó nuevas oportunidades y en cierto modo cambió mi vida”. En ese momento, seguía trabajando en su habitación y tuvo que tirar su cama para dejar espacio para más vestidos. En dos años fue capaz de abandonar su trabajo en un restaurante y abrir un estudio de diseño en Bushwick, Brooklyn, con cinco empleados.Velour afirma que

“Sus diseños son precioso y esculturales... Son mucho más ropa. Para mí, todo lo que me crea es una pieza de arte... Me siento muy afortunada y creo que es surrealista que tenga la colección de Diego Montoya más grande.”

En junio de 2018, Velour coronó a la ganadora de la décima temporada de RuPaul's Drag Race, Aquaria, con un vestido diseñado por Montoya que representaba una versión alienígena de Eva del Jardín del Edén.

### Otros trabajos, del 2017 en adelante
Desde entonces, Montoya ha colaborado con más reinas de Drag Race, incluidas: “Ongina, Kameron Michaels, Asia O'Hara, Eureka O'Hara, Monét X Change, Pearl, Jinkx Monsoon, Blair St. Clair, Bob The Drag Queen, Kim Chi, Aja, Honey Davenport y Soju”. Montoya señala que cuando Drag Race comenzó en 2009, la pieza central de la apariencia de una reina era parecerse todo lo posible a una mujer, y eso era prácticamente suficiente. Sin embargo, desde el 2019 empezó a optarse por diseños más exagerados, lo que llevó a que el valor de las prendas creadas costaban entre 2.000 y 10.000 dólares.
En octubre de 2017, la ropa de Montoya se utilizó para el estreno mundial de The Power of Emotion: The Apartment— “una trilogía de obras que explora cómo miramos, escuchamos y representamos las emociones”—dirigida por Katherine Brook para la compañía Tele-Violet con el grupo TAK en el Abrons Arts Center.
En octubre de 2018, la cantante y compositora Esperanza Spalding lanzó 12 Little Spells, su séptimo álbum de estudio, un ciclo de canciones de doce partes basado en partes de la anatomía humana. Cada canción fue lanzada un día diferente con su vídeo correspondiente. Posteriormente, realizó una serie de doce conciertos emergentes en todo Estados Unidos vinculados a cada canción. Colaboró con varios artistas en diferentes aspectos del video y presentaciones en vivo, y le encargó a Montoya una serie de vestidos para el proyecto. Los shows en vivo fueron filmados para el lanzamiento del concierto.
A finales de 2018, Montoya volvió a trabajar con Sasha Velour para su gira Smoke and Mirrors que comenzó en Australia y Nueva Zelanda en enero, y luego se expandió a todo Estados Unidos. En ella revive la presunción de la era del vodevil de que algo va mal a través del espectáculo que tiene que continuar pase lo que pase, con el toque tecnológico que le da el que sea una proyección en vivo. Para el primer acto, Montoya diseñó un traje completo de alta costura en rojo y cubierto de joyas; Cada número tiene su propio vestuario, la mitad deterciopelo blanco que se viste por encima del mono, y un paisaje proyectado a capaz sobre el mismo. En el segundo acto, la historia de Velour trata de su transformación y maduración; y lo representa con otro traje que le ayuda a transformarse en un árbol de su infancia. Según Velour: “Todas las hermosas opciones de telas, la forma en que las cosas se mueven y la forma en que brillan con la luz... esas son las cosas que realmente apasionan a Diego, y gracias a eso pudo mejorar mis ideas de formas espectaculares.” 
El primer vestido para alfombra roja que diseñó Montoya fue el de Shangela, para su debut en los Oscar de 2019. Shangela es la primera drag queen en caminar vestida de drag por la alfombra roja de los Oscar, una larga tradición para las estrellas de cine. Vestía un “vestido sirena de color lila helado con detalles drapeados y pedrería asimétrica de oro”.  Montoya solo tuvo diez días para hacer el vestido, incluidos cinco días para que su equipo hiciera la pedrería a mano. Shangela caminó por la alfombra roja con su amiga de toda la vida, la actriz Jenifer Lewis, quien lució un traje cobrizo personalizado también producido por Montoya. Shangela fue actriz de reparto en A Star Is Born (2018) de Bradley Cooper junto a Willam Belli, que contó con artistas como Lady Gaga. En septiembre de 2018, Shangela también usó un vestido de Montoya, un “número dorado, lleno de joyas” inspirado en Shakespeare, que encargó para el estreno de la película en la alfombra roja de Londres. En mayo de 2019, Them escribió que sus influencias eran “el kitsch, el exceso y el color de Miami, donde se crió después de mudarse de Lima, Perú, así como las drag queens y los raves que conoció mientras crecía”. 
En septiembre de 2019, el vestuario de Montoya formó parte del estreno mundial de Let Me Die de Joseph Keckler, una ópera “una interpretación que juega con el género” presentada como parte del festival O19 de la Ópera de Filadelfia.
Montoya ganó un premio Primetime Emmy por su trabajo en la serie de HBO We're Here.